# Zatteroni

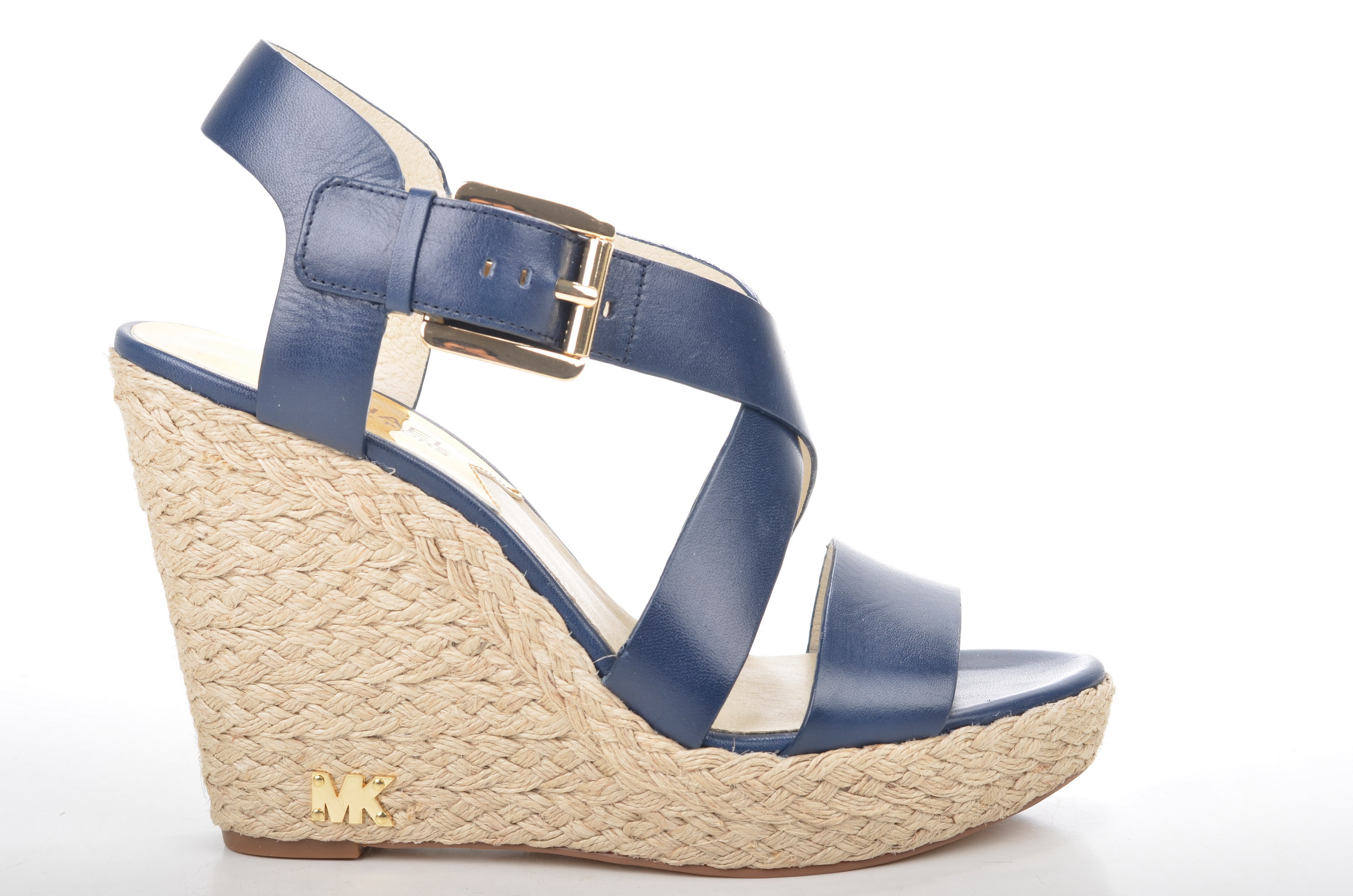
Modello di zatteroni femminili

Gli zatteroni sono un tipo di calzatura, caratterizzati da una zeppa esageratamente alta, realizzata in sughero o rivestita dello stesso materiale di cui è costituita la scarpa.

## Storia
Gli zatteroni affondano le proprie origini nella cultura giapponese, riprendendo lo stile delle caratteristiche geta, ed in quella romana, rappresentata dal coturno. Divennero particolarmente di moda negli anni settanta, nel periodo della musica disco, indossati da popolari cantanti come Elton John, David Bowie o Dave Evans, primo cantante degli AC/DC, e conobbero un revival a metà anni novanta, principalmente grazie alle Spice Girls.

## Questioni mediche
Utilizzati, oltre che per ragioni estetiche, anche per aumentare la propria statura, l'utilizzo degli zatteroni è stato oggetto di critiche in quanto dannoso per la salute. Infatti l'utilizzo di tali calzature aumenta il rischio di prendere "storte", diminuendo la sensibilità del contatto fra il piede ed il terreno.